# Miss Pará 2009
Miss Pará 2009 foi a 52ª edição do tradicional concurso de beleza feminino de Miss Pará, válido este ano para a disputa de Miss Brasil 2009, único caminho para o Miss Universo. A disputa, coordenada pelo promoter Herculano Silva, contou com a participação de vinte e três (23) candidatas ao título que pertencia à Bruna Pontes, que logrou-se campeã no ano anterior representando o município de Salinópolis. O certame contou com a transmissão ao vivo e simultânea da RBA TV, show do cantor Pinduca, Markinho & Banda e apresentação dos jornalistas Carol Nogueira e Paulo Roque. A competição teve seu auge no dia 19 de março na Assembleia Paraense, principal palco de realizações festivas do Pará, e sagrou-se campeã a capixaba Rayana Brêda,  representando na ocasião, a cidade de Barcarena. 

## Resultados

### Colocações
| Posição                 | Município e Candidata |
| Vencedora               | - Barcarena - Rayana Brêda |
| 2º. Lugar               | - Ananindeua - Kamilla Salgado |
| 3º. Lugar               | - São Caetano de Odivelas - Jéssika Lima |
| Finalistas              | - Marituba - Marta Lima - Paragominas - Kelly Morais - Ourilândia do Norte - Débora Santos                                                                    |
| (TOP 12) Semifinalistas | - Belém - Ana Carolina Azevêdo - Castanhal - Gabriela Rocha - Marabá - Laura Rêgo - Mãe do Rio - Aline Samara - Muaná - Fatilá Duarte - Santarém - Joyce Lima |

### Ordem dos anúncios
| 1. Ourilândia do Norte 2. São Caetano de Odivelas 3. Marabá 4. Barcarena 5. Santarém 6. Marituba 7. Ananindeua 8. Paragominas 9. Castanhal 10. Belém 11. Mãe do Rio 12. Muaná | 1. Marituba 2. Ourilândia do Norte 3. Ananindeua 4. Barcarena 5. Paragominas 6. São Caetano de Odivelas |  |  |

## Jurados

### Final
1. Nadia Micherif, consultora oficial do Miss Brasil;
2. Elian Gallardo, diretor da EG Model International;
3. Haward Gillickm, diretor executivo do Brazilian Bool;
4. Carlessa Rocha, Miss Pará e Miss Brasil Internacional 2003;
5. Sérgio Brum, diretor do Gaeta Produções e Eventos;
6. Daniel Ackermann, cônsul do Suriname no Brasil;

## Candidatas
Disputaram o título este ano:
| - Ananindeua - Kamilla Salgado - Augusto Corrêa - Beatriz Cristina - Barcarena - Rayana Brêda - Belém - Ana Carolina Azevêdo - Benevides - Cristina Decini - Bragança - Tamyres Setúbal - Cametá - Nayara Gomes - Castanhal - Natasha da Costa | - Limoeiro do Ajuru - Débora Cristina - Marabá - Laura Stephane - Marituba - Marta Lima - Marapanim - Priscylla Almeida - Mãe do Rio - Aline Samara - Mosqueiro - Paola Leça - Muaná - Fátilla Duarte - Paragominas - Kelly Morais | - Parauapebas - Yane Feitosa - Ourilândia do Norte - Débora Santos - Rondon do Pará - Jordana Ribeiro Cardoso - Santa Izabel - Tássia Costa - Santarém - Joyce Suelem - São Caetano de Odivelas - Jéssika Lima - Santo Antônio do Tauá - Laís Ribeiro |

## Crossovers
Candidatas em outros concursos:

### Outros
Rainha das Rainhas
- 2008: Ananindeua - Kamilla Salgado (Vencedora)
  - (Representando a Assembleia Paraense)
- 2009: Muaná - Fátila Duarte
  - (Representando o Clube Caixaparah)